# Palais Dietrichstein (Minoritenplatz)

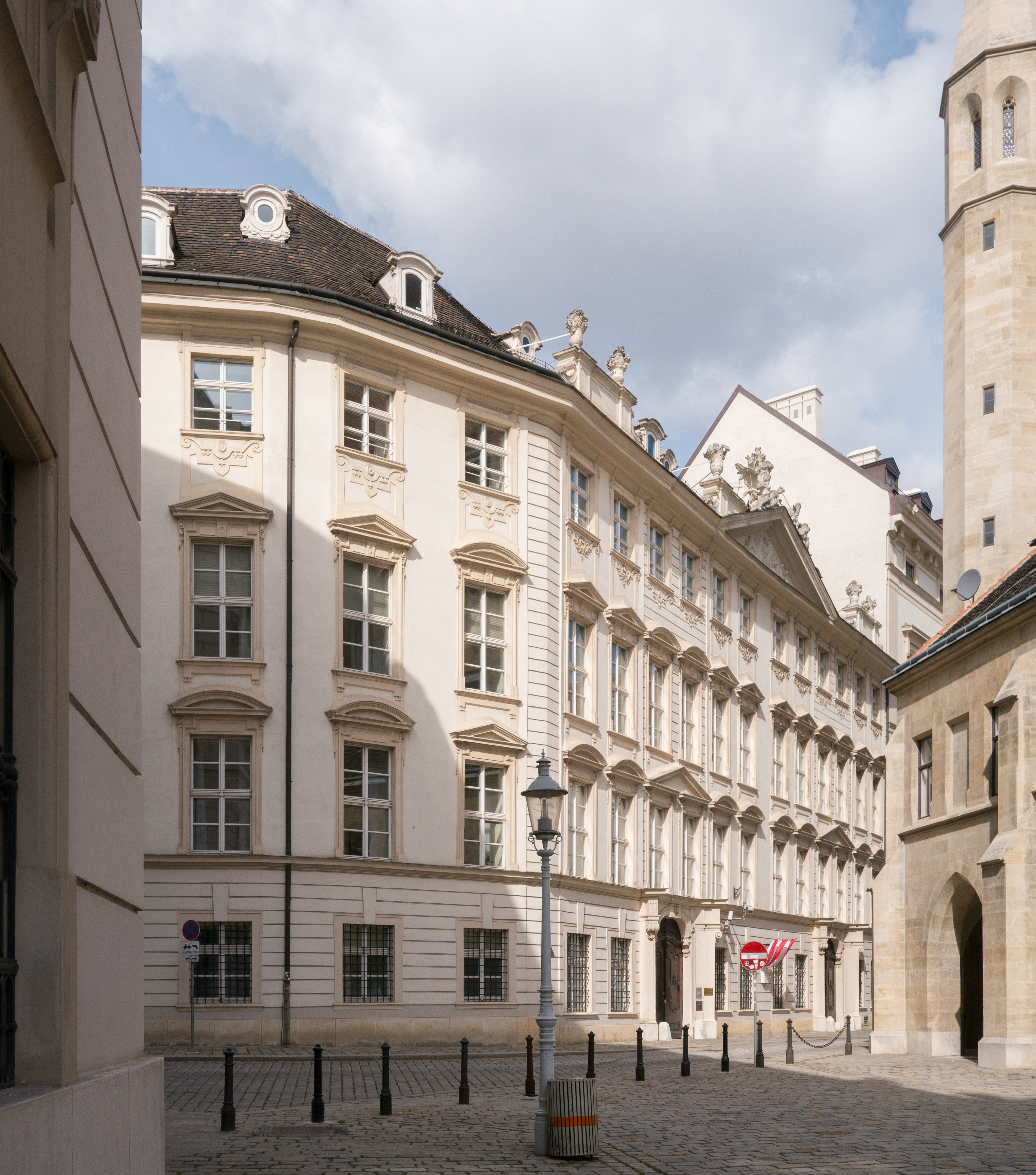
Palais Dietrichstein (im rechten Bildhintergrund) mit Dreiecksgiebel und 12 Fensterachsen

Das Palais Dietrichstein befindet sich im 1. Wiener Gemeindebezirk Innere Stadt, Minoritenplatz 3 und wird seit Beginn des 20. Jahrhunderts als Ministeriumsgebäude sowie vormals auch als Nebenstandort des Bundeskanzleramtes genützt.

## Geschichte
Graf Anton Cortiz Ulfeld  kaufte 1753 das zukünftige Palais, damals Haus Nr. 41 (alte Nummerierung) auf dem Minoritenplatz. Um 1755 erfolgte durch Franz Anton Hillebrand ein Umbau zweier frühbarocker Vorgängergebäude aus dem 17. Jahrhundert zum spätbarocken Palais. Es erhielt eine einheitliche Fassade und eine neue Raumaufteilung mit einem Festsaal in der straßenseitigen Enfilade. 1783 ging das Gebäude an seine Tochter Elisabeth, verheiratete Gräfin Waldstein. Sie verkaufte es 1799 dem Staat, der darin die polnischen Kanzlei einrichtete, woraufhin es längere Zeit k.k. Aerarialgebäude blieb. Dann gelangte es wieder in Privatbesitz. Zuerst besaß es Nicolaus Baronowsky, 1853 kaufte Fürst Franz Josef Dietrichstein das Palais. 1875 wurde der hintere Trakt demoliert (wohl zur Löwelstraße), weil man den Platz für den Bau des neuen Burgtheaters benötigte.
Seit 1955 gehört das Gebäude dem österreichischen Staat, seit 1908 wird es von staatlichen Stellen – vom Außenministerium, später auch vom Bundeskanzleramt – genützt. Unter der bis Mai 2019 amtierenden Bundesregierung Kurz I (ÖVP/FPÖ) wurde hier ab 8. Jänner 2018 das Bundesministerium für öffentlichen Dienst und Sport sowie das Büro des damaligen Kanzleramtsministers angesiedelt. In der Bundesregierung Stocker ist es seit 3. März 2025 Sitz des Bundesministerium für Frauen, Wissenschaft und Forschung.

## Beschreibung
Eine dreifache Abschrägung kennzeichnet das Gebäude mit barockklassizistischer Fassade und gebändertem Sockel in Richtung des MInoritenplatzes. An den Fenstern der Hauptfront alternieren Segment- und Dreiecksgiebelverdachungen. Die Mittelachsen sind mit einem Attikagiebel mit Puttenrelief bekrönt, auf dessen Seiten sich Figuren von Chronos und Memoria befinden. Dachgaupen und Attikabrüstungen mit Vasen bilden den Schmuck der Dachzone. 
Das Stiegenhaus mit Pfeilertreppe und schmiedeeisernem Geländer und Laternen aus dem Jahr 1755 führt in ein pilastergegliedertes Obergeschoß mit stuckierter Decke. Hier befindet sich ein erhaltener Empiresalon mit mythologischen Reliefs in den Supraporten (Bacchuszug und Diana mit Gefährtinnen). Im Salon mit Boiserie, stuckverkleideter Ecknische und Stuckdecke hängen zwei ganzfigurige Porträts Kaiserin Maria Theresias und ihres Ehemanns Kaiser Franz I. Stephan von Lothringen (Umkreis Martin van Meytens). Der Festsaal (1755) mit Stuckdecke in Rokokoformen liegt in Richtung des Hofs. Im Vorraum befindet sich ein Porträt Kaiser Franz Josephs I. von Carl von Blaas (1879).
Das Palais ist unter dem Ballhausplatz über unterirdische Gänge mit dem Bundeskanzleramt und dem Amtssitz des Bundespräsidenten in der Hofburg verbunden.